# 泾县站
泾县站位于中华人民共和国安徽省宣城市泾县泾川镇岩潭村，是合福客运专线上的高铁站，于2015年6月28日启用营运，由上海铁路局芜湖车务段管辖。

## 歷史
- 2015年6月28日通车启用。

## 车站结构

### 站房
泾县站站房建筑面积4500平方米，以宣纸卷轴为意向，凸显当地特色。候车室按每小时最高客流量1380人的标准设计。

### 站场
泾县站站台位于车站二层，设有两座侧式站台。
| 2F | 侧式月台 | 侧式月台                                   |
| 2F | 2站台    | 合福客运专线 往合肥北城方向（南陵）        |
| 2F | 通过线   | 合福客运专线 上行列车                      |
| 2F | 通过线   | 合福客运专线 下行列车                      |
| 2F | 1站台    | 合福客运专线 往福州方向（旌德）            |
| 2F | 侧式月台 |                                            |
| 2F | 站房     | 二层候车室、检票口                         |
| 1F | 站房     | 出站口、进站口、售票、候车、检票、办公区域 |
| 1F | 接驳交通 | 停车场、公交站                             |

## 車站周邊
- 泾县客运站

## 外部連結
- 中国铁路客户服务中心 （页面存档备份，存于）